# 29. Berlini Nemzetközi Filmfesztivál
A 29. Berlini Nemzetközi Filmfesztivál 1979. február 20. és március 3. között került megrendezésre. Az Arany Medve díjat Peter Lilienthal filmje, a David nyerte. A fesztivál retrospektív promgramját Rudolph Valentino olasz színésznek szentelték, illetve egy másikat is szerveztek "We Danced Around the World. Revue Films" címmel.
Michael Cimino filmjének, A szarvasvadásznak a részvétele több filmkészítőnél is ellenérzést váltott ki, mivel rasszistának találták azt és emiatt protestálásként több ország is visszavonta a fesztiválra nevezett filmjét.

## Zsűri
Az alábbi emberek voltak a fesztivál zsűrijének tagjai:
- Jörn Donner, finn filmkészítő - Zsűrielnök
- Julie Christie, brit színésznő
- Romain Gary, francia író és forgatókönyvíró
- Ingrid Caven, német színésznő és énekesnő
- Georg Alexander, német színész
- Liliana Cavani, olasz rendező és forgatókönyvíró
- Paul Bartel, amerikai színész, rendező és forgatókönyvíró
- Gábor Pál, magyar rendező és forgatókönyvíró
- Věra Chytilová, cseh rendező és forgatókönyvíró

## A fesztivál programja

### Versenyben lévő filmek
Az alábbi filmek voltak versenyben az Arany Medve- és az Ezüst Medve-díjakért:
| Magyar cím                         | Eredeti cím                  | Rendező                      | Ország                    |
| ---------------------------------- | ---------------------------- | ---------------------------- | ------------------------- |
| L'Adolescente                      | L'Adolescente                | Jeanne Moreau                | Franciaország             |
| Albert – warum?                    | Albert – warum?              | Josef Rödl                   | Nyugat-Németország        |
| Iskanderija... lih?                | إسكندرية ليه                 | Youssef Chahine              | Egyiptom                  |
| David                              | David                        | Peter Lilienthal             | Nyugat-Németország        |
| A szarvasvadász                    | The Deer Hunter              | Michael Cimino               | Amerikai Egyesült Államok |
| Ernesto                            | Ernesto                      | Salvatore Samperi            | Olaszország               |
| Die erste Polka                    | Die erste Polka              | Klaus Emmerich               | Nyugat-Németország        |
| Kőkemény pornóvilág                | Hardcore                     | Paul Schrader                | Amerikai Egyesült Államok |
| Az erdő szíve                      | El corazón del bosque        | Manuel Gutiérrez Aragón      | Spanyolország             |
| Kassbach – Ein Porträt             | Kassbach – Ein Porträt       | Peter Patzak                 | Ausztria                  |
| Kejsaren                           | Kejsaren                     | Jösta Hagelbäck              | Svédország                |
| Menekülő szerelem                  | L'amour en fuite             | François Truffaut            | Franciaország             |
| Maria Braun házassága              | Die Ehe der Maria Braun      | Rainer Werner Fassbinder     | Nyugat-Németország        |
| Találkozások rendkívüli emberekkel | Meetings with Remarkable Men | Peter Brook                  | Egyesült Királyság        |
| Messidor                           | Messidor                     | Alain Tanner                 | Svájc                     |
| A papa mozija                      | Movie Movie                  | Stanley Donen                | Amerikai Egyesült Államok |
| Nosferatu: Az éjszaka fantomja     | Nosferatu: Phantom der Nacht | Werner Herzog                | Nyugat-Németország        |
| Genèse d'un repas                  | Genèse d'un repas            | Luc Moullet                  | Franciaország             |
| A baltás ember                     | পরশুরাম                        | Mrinal Sen                   | India                     |
| Phantom                            | Phantom                      | René Perraudin, Uwe Schrader | Nyugat-Németország        |
| A ménesgazda                       | A ménesgazda                 | Kovács András                | Magyarország              |
| Ubu                                | Ubu                          | Geoff Dunbar                 | Egyesült Királyság        |
| Vinterbørn                         | Vinterbørn                   | Astrid Henning-Jensen        | Dánia                     |

### Versenyen kívül
- Het verloren paradijs - Harry Kümel (Belgium)

### Retrospektív
Az alábbi filmeket vetítették a Rudolph Valentinonak szentelt retrospektív programban: 
| Magyar cím                  | Eredeti cím                         | Rendező            | Ország                    |
| --------------------------- | ----------------------------------- | ------------------ | ------------------------- |
| All Night                   | All Night                           | Paul Powell        | Amerikai Egyesült Államok |
| Vér és homok                | Vér és homok                        | Fred Niblo         | Amerikai Egyesült Államok |
| Ifjú szemek                 | Eyes of Youth                       | Albert Parker      | Amerikai Egyesült Államok |
| Beaucaire úr                | Monsieur Beaucaire                  | Sidney Olcott      | Amerikai Egyesült Államok |
| Moran of the Lady Letty     | Moran of the Lady Letty             | George Melford     | Amerikai Egyesült Államok |
| The Conquering Power        | The Conquering Power                | Rex Ingram         | Amerikai Egyesült Államok |
| A fekete sas                | The Eagle                           | Clarence Brown     | Amerikai Egyesült Államok |
| Az apokalipszis négy lovasa | The Four Horsemen of the Apocalypse | Rex Ingram         | Amerikai Egyesült Államok |
| A sejk                      | The Sheik                           | George Melford     | Amerikai Egyesült Államok |
| A sejk fia                  | The Son of the Sheik                | George Fitzmaurice | Amerikai Egyesült Államok |
| The Wonderful Chance        | The Wonderful Chance                | George Archainbaud | Amerikai Egyesült Államok |

## Győztesek
- Arany Medve: David (Peter Lilienthal)
- Zsűri Nagydíja: Iskanderija... lih? (Youssef Chahine)
- Ezüst Medve díj a legjobb rendezőnek: Astrid Henning-Jensen (Vinterbørn)
- Ezüst Medve díj a legjobb színésznőnek: Hanna Schygulla (Maria Braun házassága)
- Ezüst Medve díj a legjobb színésznek: Michele Placido (Ernesto)
- Ezüst Medve díj a kiemelkedő művészi teljesítményért:
  - Henning von Gierke (Nosferatu: Az éjszaka fantomja)
  - Sten Holmberg (Kejsaren)
- Ezüst Medve díj: Maria Braun házassága (Rainer Werner Fassbinder)

## Fordítás
- Ez a szócikk részben vagy egészben  a(z)   29th Berlin International Film Festival című angol Wikipédia-szócikk fordításán alapul.  Az eredeti cikk szerkesztőit annak laptörténete sorolja fel. Ez a jelzés csupán a megfogalmazás eredetét és a szerzői jogokat jelzi, nem szolgál a cikkben szereplő információk forrásmegjelöléseként.